# Тальцы (Иркутская область)
Тальцы́ — посёлок в Иркутском районе Иркутской области России. Входит в состав Большереченского муниципального образования. 
На территории посёлка находится архитектурно-этнографический музей «Тальцы» — уникальное собрание памятников истории, архитектуры и этнографии XVII—XX веков. В музее ретроспективно воссоздано четыре историко-культурные зоны: русская, бурятская, эвенкийская и тофаларская.

## География
Расположен в 42 км к юго-востоку от Иркутска, на правом берегу реки Ангары, в 700 метрах к юго-западу от съезда с Байкальского тракта.

## Население
| 2002 | 2010 | 2011 | 2012 |
| ---- | ---- | ---- | ---- |
| 14   | ↘9   | →9   | ↘5   |

По данным Всероссийской переписи, в 2010 году в посёлке проживало 9 человек (5 мужчин и 4 женщины).

## Музей
Музей «Тальцы» расположен в посёлке Тальцы на берегу Ангары в 20 километрах севернее её истока и в 47 километрах южнее Иркутска. Территория музея — 67 гектаров. Основан в 1969 году, принял первых посетителей в 1980 году. Основа музея — деревянные постройки малых городов и сёл Иркутской области, попавших в зону затопления при постройке каскада ГЭС на Ангаре во второй половине XX века.

## Известные уроженцы
- Башуров, Александр Петрович (1936—2015) — советский и российский актёр театра и кино, заслуженный артист России.